# Tetraposthia colymbetes
Tetraposthia colymbetes är en plattmaskart som beskrevs av An der Lan 1936. Tetraposthia colymbetes ingår i släktet Tetraposthia och familjen Actinoposthiidae.
Artens utbredningsområde är Norra Ishavet. Inga underarter finns listade i Catalogue of Life.